# Caroline Kennedy
Caroline  Bouvier Kennedy, coniugata Schlossberg (New York, 27 novembre 1957), è un avvocato e diplomatica statunitense, figlia dell'ex Presidente degli Stati Uniti John Fitzgerald Kennedy e della moglie Jacqueline Kennedy Onassis, nonché sorella di John Kennedy Jr. Dal 2022 al 2024 è ambasciatrice degli Stati Uniti in Australia.
Dal 2013 al 2017 ha ricoperto lo stesso incarico in Giappone.

## Biografia

### Nascita
Caroline nacque il 27 novembre 1957 con parto cesareo al New York Hospital nell'Upper East Side di Manhattan da John Fitzgerald Kennedy, allora senatore degli Stati Uniti del Massachusetts, e Jacqueline Lee Bouvier Kennedy. Un anno prima della nascita di Caroline, i suoi genitori avevano avuto una figlia nata morta di nome Arabella, sua sorella maggiore. Caroline aveva un fratello minore, John Jr., nato poco prima del suo terzo compleanno nel 1960. Un altro fratello, Patrick, morì due giorni dopo la sua nascita prematura nel 1963.

### Infanzia e presidenza Kennedy

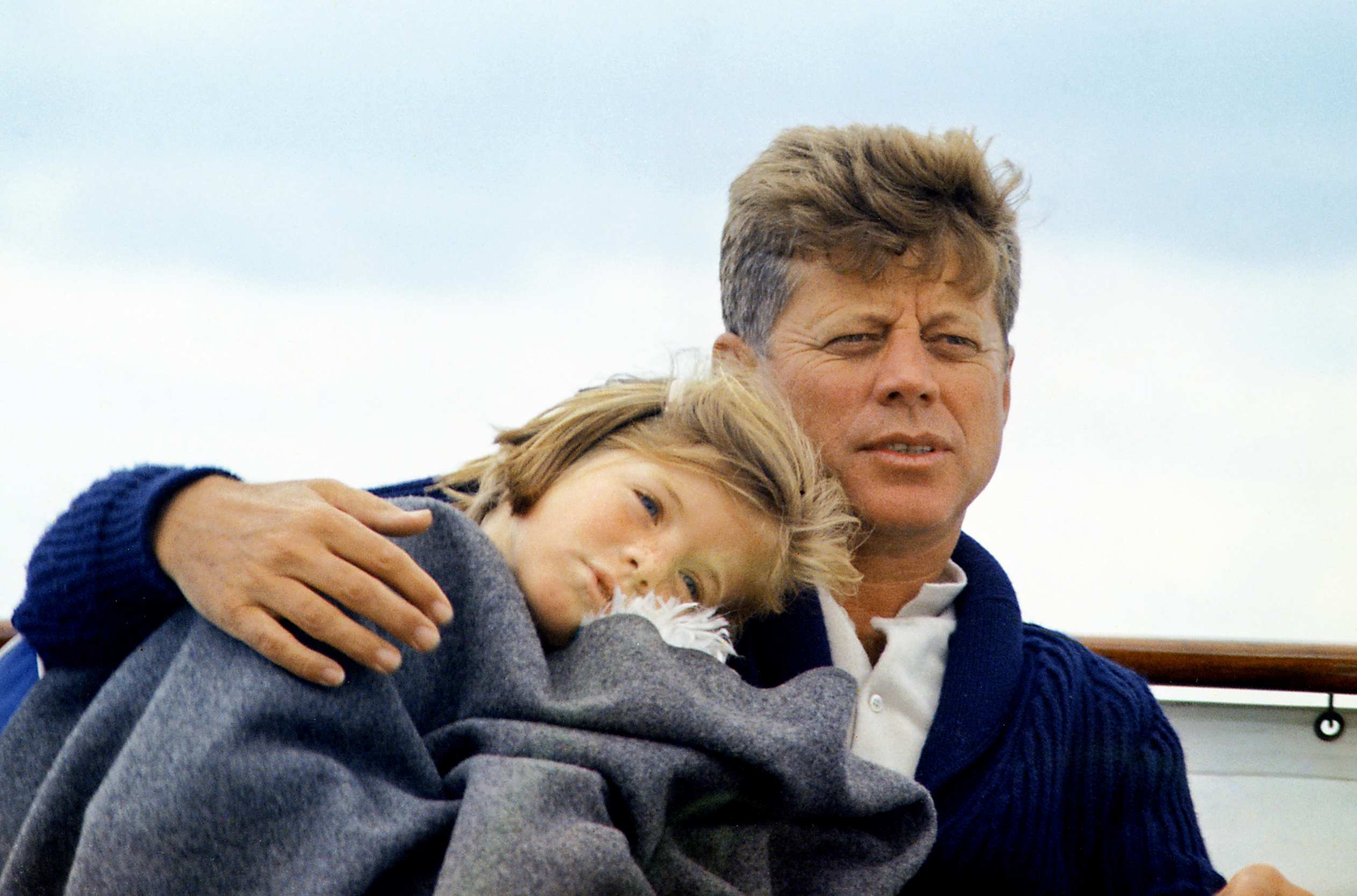
Caroline con suo padre a bordo dello yacht Honey Fitz a Hyannis, Massachusetts, all'età di 5 anni, 25 agosto 1963

Caroline visse nella città di New York fino a tre anni, per poi trasferirsi alla Casa Bianca in seguito alla vittoria del padre alle elezioni presidenziali. Frequentava spesso l'asilo in classi organizzate da sua madre, e veniva spesso fotografata mentre cavalcava il suo pony "Macaroni" intorno ai terreni della Casa Bianca. Una di queste foto apparsa in un articolo di giornale ha ispirato il cantautore Neil Diamond a scrivere la sua canzone di successo nella Top Ten, "Sweet Caroline", che ha rivelato quando l'ha eseguita per il 50º compleanno di Caroline. Da piccola, Caroline ricevette numerosi doni da dignitari, tra cui un cucciolo dal premier sovietico Nikita Chruščëv e un pony dello Yucatán dal vicepresidente Lyndon B. Johnson. Un fumetto di breve durata, intitolato Miss Caroline ride alla Casa Bianca,  è stato creato su di lei.
Gli storici hanno descritto la personalità infantile di Caroline come "un po' remota e a volte un po' timida" ma "straordinariamente incontaminata". "È troppo giovane per realizzare tutti questi lussi", disse di lei la nonna paterna, Rose Kennedy. "Probabilmente pensa che sia naturale per i bambini partire con i propri aeroplani. Ma lei è con i suoi cugini, e alcuni di loro ballano e nuotano meglio di lei. Non le permettono di avere una precedenza speciale. I bambini piccoli accettano le cose".

### Assassinio di John F. Kennedy e giovinezza
Il giorno dell'assassinio di JFK, il 22 novembre 1963, la tata Maud Shaw portò Caroline e John Jr. lontano dalla Casa Bianca a casa della loro nonna materna, Janet Bouvier Auchincloss. Quella sera, Caroline e John Jr. tornarono alla Casa Bianca, e mentre Caroline era nel suo letto, Shaw le diede la notizia.  Shaw scoprì presto che Jacqueline voleva essere lei a dirlo ai due bambini; questo ha causato una spaccatura tra Shaw e Jacqueline.  Il 6 dicembre, due settimane dopo l'assassinio, Jacqueline, Caroline e John Jr. lasciarono la Casa Bianca e tornarono a Georgetown. Tuttavia, la loro nuova casa divenne ben presto una popolare attrazione turistica. La famiglia lasciò Georgetown l'anno successivo e in seguito si trasferì in un attico al 1040 della Fifth Avenue nell'Upper East Side.
Nel 1967 inaugurò la portaerei della U.S. Navy USS John F. Kennedy (CV-67), che rimase in servizio fino al marzo 2007.

### Università
Si è laureata al Radcliff College dell'Università di Harvard e in diritto alla facoltà di legge della Columbia University, dopo aver completato i suoi studi alla Brealey School, al Convento del Sacro Cuore e alla Concord Academy nel Massachusetts.
Alla morte della madre, nel 1994 (64 anni di età), Caroline si adoperò per l'organizzazione di un funerale privato. Parteciparono su invito solo i famigliari e gli amici più stretti.

### Matrimonio
Dopo uno stage presso lo zio, il senatore Ted Kennedy, al The New York Daily News, Caroline iniziò a lavorare nel 1980 presso il Metropolitan Museum of Art a New York, dove conobbe il suo futuro marito Edwin Schlossberg, noto designer.
Caroline vive attualmente a New York, dove il marito è presidente della Edwin Schlossberg Inc.
La coppia ha avuto due figlie e un figlio.

### Carriera diplomatica

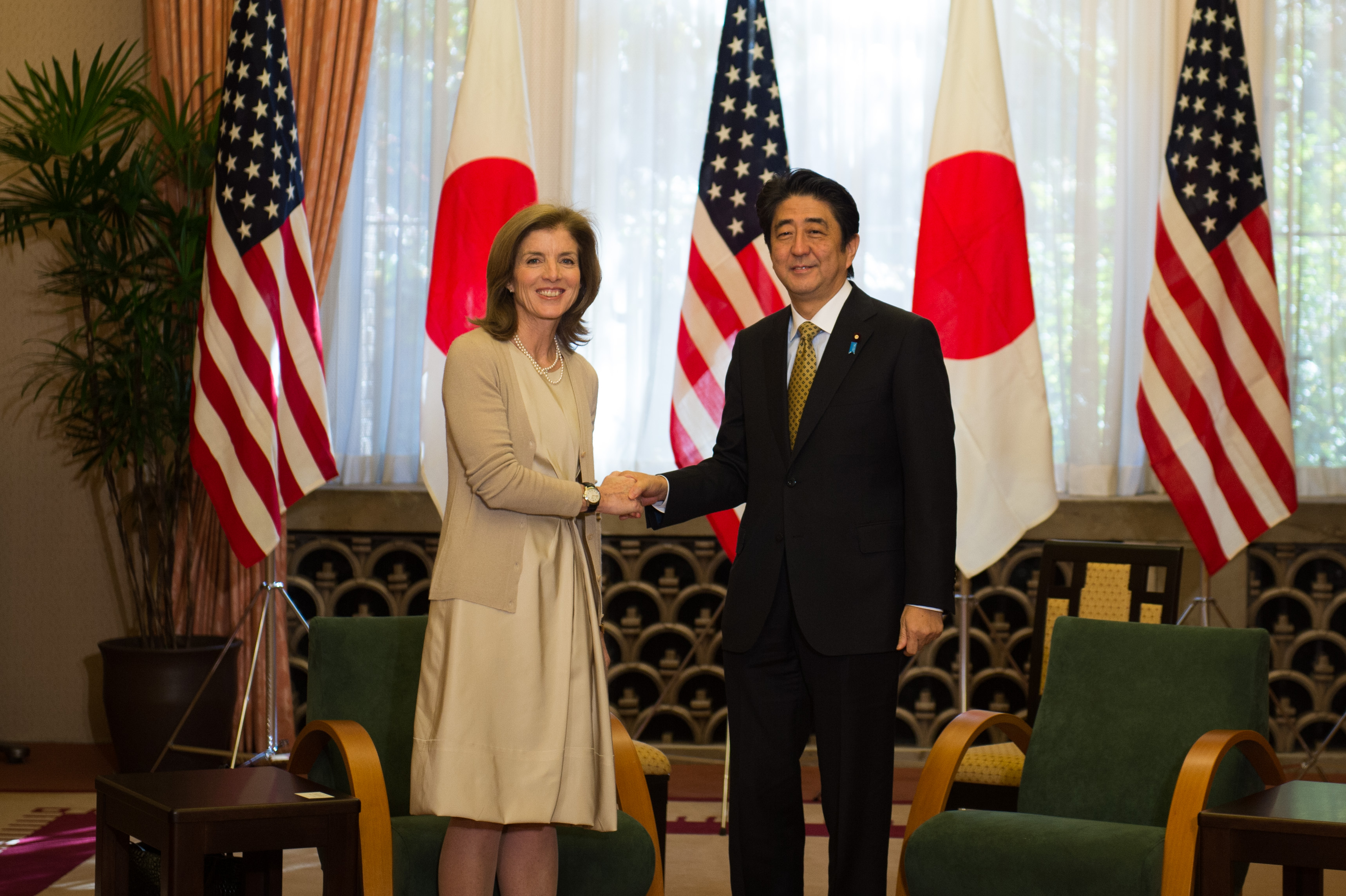
Kennedy incontra il Primo Ministro giapponese Shinzo Abe nel 2013

Nel 2013 Caroline Kennedy è stata nominata dal presidente Barack Obama ambasciatore degli Stati Uniti in Giappone; il 19 novembre 2013 ha presentato le lettere credenziali all'imperatore Akihito.
Quando nel 2017 il suo incarico di ambasciatrice in Giappone ebbe termine, la Boeing la nominò membro del suo consiglio di amministrazione.
Il 15 dicembre 2021, il presidente Joe Biden ha nominato Kennedy ambasciatore degli Stati Uniti in Australia. Kennedy ha prestato giuramento ufficiale il 10 giugno 2022. Ha presentato le sue credenziali al governatore generale David Hurley il 25 luglio 2022. 

### Altre attività
Caroline Kennedy è avvocato, editrice e scrittrice; è presidente della Kennedy Library Foundation, direttore della Commissione sui Dibattiti Presidenziali, difensore legale del NAACP (National Association for the Advancement of Colored People, Associazione Nazionale per l'avanzamento delle persone di colore) e del Legal Defense and Educational Fund (Fondo per la Difesa Legale ed Educativo), Presidente onorario dell'American Ballet Theatre. È altresì consigliere all'Harvard Political Institute, in memoria del padre.

## Discendenza
Caroline Kennedy e Edwin Schlossberg hanno avuto due figlie e un figlio:
- Rose Kennedy Schlossberg (n. 1988);
- Tatiana Celia Kennedy Schlossberg (n. 1990);
- John Bouvier Kennedy Schlossberg, (n. 1993).

## Scrittrice
Con Ellen Alderman ha scritto due libri sulle libertà civili:
- In Our defense – The Bill of right in Action, 1990
- The right to Privacy, 1995

## Fondatrice del premioProfiles in Courage
Caroline Kennedy è una delle fondatrici del premio "Profiles in Courage", che prende il nome dall'omonimo libro del padre, vincitore del premio Pulitzer nel 1957. Il premio è assegnato annualmente a una persona che si è distinta per coraggio e onore. Generalmente sono premiati ufficiali che rischiano la propria carriera per perseguire un interesse nazionale militare e/o civile.
Nel maggio 2002 il premio è stato conferito al NYCFD, il Corpo dei vigili del fuoco di New York, per le vite salvate e i soccorsi prestati in seguito agli attentati dell'11 settembre 2001, che distrussero le Torri Gemelle e colpirono i vigili del fuoco di New York con 343 vittime.

## Campagne politiche
Dal gennaio 2008 Caroline Kennedy appoggiò pubblicamente il candidato democratico Barack Obama nella campagna elettorale del Partito Democratico, dichiarando che gli ricordava suo padre John Kennedy. «Gli USA - ha affermato Caroline Kennedy in un articolo pubblicato dal New York Times - hanno bisogno di un cambiamento, e Obama è l'uomo giusto per realizzarlo, come stava facendo mio padre negli anni sessanta». Alcuni ambienti del Partito Democratico avevano proposto di candidarla alla vice-presidenza. È ritenuta il più probabile successore dello zio Edward Kennedy nel seggio senatoriale del Massachusetts.
Tra le sue dichiarazioni alla stampa, quella di volere "Essere un riferimento per tutti quelli che credono nei sogni che non muoiono" e di "Essere una forza, una speranza per tutti gli americani".